# Koreai demilitarizált övezet

A demilitarizált övezet fekvése a két Korea határán

Térkép

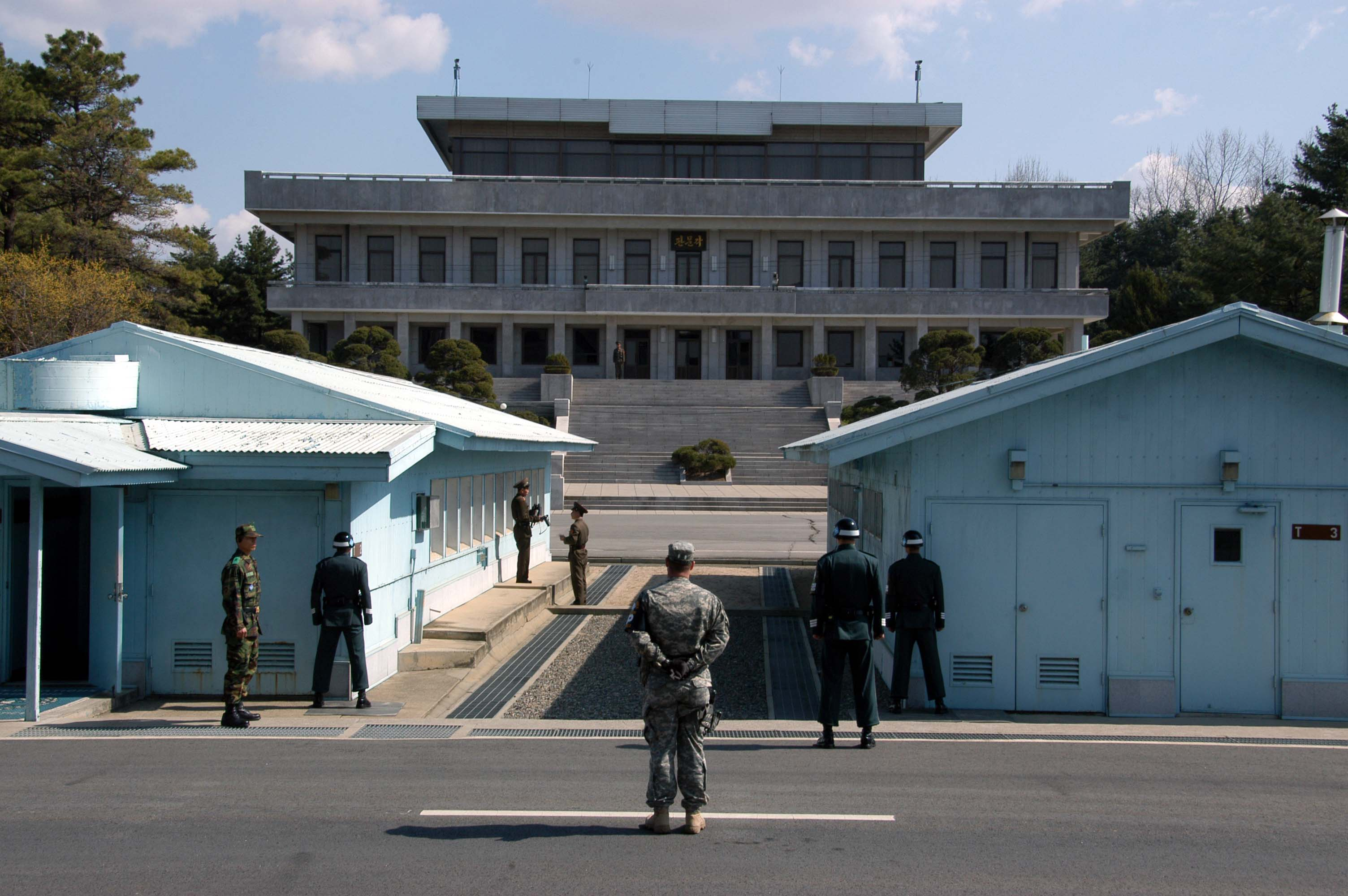
Észak-Korea Dél-Korea felől Panmindzsonban. Elöl dél-koreai és amerikai katonák láthatók

A koreai demilitarizált övezet (hangul: 한반도 비무장지대, hanbando pimudzsangdzside, handzsa: 韓半島非武裝地帶, RR: hanbando bimujangjidae) négy kilométer széles, 250 km hosszú demilitarizált övezet, mely a Koreai-félszigetet választja ketté a 38. szélességi fok mentén. A koreai háborút lezáró panmindzsoni fegyverszünet után hozták létre 1953-ban. Itt található a közös biztonsági terület (Joint Security Area), mely a háborúban lerombolt, lakatlan Panmindzson (Panmunjeom) (판문점) falutól délre fekszik, itt írták alá a fegyverszünetet.
Az övezet összterülete körülbelül 992 km2, a korlátozott látogathatóságnak köszönhetően a terület élővilága szinte érintetlen, számos védett állat- és növényfaj él itt. Néhány dél-koreai utazási iroda szervezhet ide korlátozott számú, felügyelt turistautakat.
A területen 1967 óta számos kisebb-nagyobb katonai incidens történt. 1968 volt a legvéresebb év az övezet történelmében, ekkor 140 dél-koreai és 17 amerikai katona vesztette életét.
2018. április 27-én itt tartották a Mun Dzsein és Kim Dzsongun közötti tárgyalást.